# Majoor Bartolomeo Cavalcanti
Majoor Bartolomeo Cavalcanti is een figuur in de roman De Graaf van Monte Cristo (1844) van Alexandre Dumas.
Bartolomeo is een verarmde edelman die door de graaf van Monte Cristo wordt gebruikt om Benedetto te lanceren in de hoogste kringen in Parijs. In ruil daarvoor hoeft Bartolomeo enkel in te stemmen met het feit dat Benedetto zíjn zoon Andrea burggraaf Cavalcanti is. Monte Cristo beloont beiden hier voor. De majoor wordt tezamen met Andrea uitgenodigd voor het diner te Auteuil. 